# Andrea Adolfati
Andrea Adolfati (nació en torno a 1721 en Venecia-falleció en Padua en 1760) fue un compositor italiano que es especialmente recordado por su producción de óperas serias. Sus obras son estilísticamente muy similares a las de su maestro Baldassare Galuppi. Y, aunque en general su música siguió los cánones estilísticos de su época, Adolfati compuso algunas melodías en compases de 5/4 y 7/4, especialmente en su juventud.
Adolfati estudió composición con el músico y compositor Galuppi en Venecia. Una vez completados sus estudios, pasó a ser maestro de capilla en la basílica de Santa Maria della Salute, cargo que ocupó hasta 1745. Después trabajó con el mismo cargo, maestro de capilla, esta vez, de la archiduquesa, en la corte de Módena, donde estrenó su divertimento da camera La pace fra la virtú e la belleza en 1746.
Durante los años que estuvo en la corte de Módena compuso algunas canciones y arias para Lo starnuto d’Ercole del compositor alemán Johann Adolph Hasse; en cuyo libreto se indicaba que se debía ejecutar con marionetas (bambocci). Que se representó en un pequeño teatro en el Palazzo Labia, llamado Teatro San Girolamo, en 1745 y durante el carnaval de 1746.
En 1748 pasó a ser maestro de capilla en la basilica della Santissima Annunziata del Vastato en Génova. Y doce años después, en 1760 se convirtió en maestro de capilla de la catedral basílica de Santa María de la Asunción (Padua), sucediendo inmediatamente al recién fallecido Giacomo Rampini. Fue un puesto que ocupó durante un breve período de tiempo, ya que falleció a los cinco meses de ocuparlo.

## Producción

### Óperas
- Artaserse (ópera seria, con libreto de Metastasio, 1741, Verona, en colaboración con Pietro Chiarini)
- La pace fra la virtú e la belleza (divertimento de cámara, con libreto de Liborati, Metastasio, 1746, Módena)
- Didone abbandonata (drama, con libreto de Metastasio, 1747, Venecia)
- Il corsaro punito (drama jocoso, 1750, Pavía)
- Arianna (drama, con libreto de Pietro Pariati, 1750, Génova)
- La gloria e il piacere (introducción a la música del baile, 1751, Génova)
- Adriano in Siria (drama, con libreto de Metastasio, 1751, Génova)
- Il giuoco dei matti (comedia para la música, 1751, Génova)
- Ifigenia (drama para la música, 1751, Génova)
- Ipermestra (drama, con libreto de Metastasio, 1752, Módena)
- Vologeso (drama, basado en Lucio Vero de Apostolo Zeno, 1752, Génova)
- La clemenza di Tito (drama, con libreto de Metastasio, 1753, Viena)
- Sesostri re d’Egiptto (drama, con libreto de Apostolo Zeno, 1755, Génova)

### Otras obras
- Miserere para 4 voces e instrumentos.
- Nisi Dominus para voz y bajo continuo.
- Laudate para 4 voces.
- In exitu para 5 voces e instrumentos.
- Domine ne in furore 4 voces e instrumentos.
- 6 cantatas para soprano e instrumentos.
- Già la notte s'avvicina (texto de Metastasio).
- Filen, crudo Fileno.
- Perdono amata Nice (texto de Metastasio).
- Ingratissimo Tirsi.
- No, non turbarti, o Nice (texto de Metastasio).
- Cantata para 2.
- Varias arias.
- 6 sonatas para 2 violines, 2 flautas, 2 trompas, fagot y contrafagot.
- Sinfonía en Fa mayor.
- Obertura en Re mayor.